# NGC 7268
NGC 7268 is een lensvormig sterrenstelsel in het sterrenbeeld Zuidervis. Het hemelobject werd op 28 september 1834 ontdekt door de Britse astronoom John Herschel.

## Synoniemen
- ESO 467-57
- MCG -5-53-1
- AM 2222-312
- PGC 68847